# 別列茲諾區

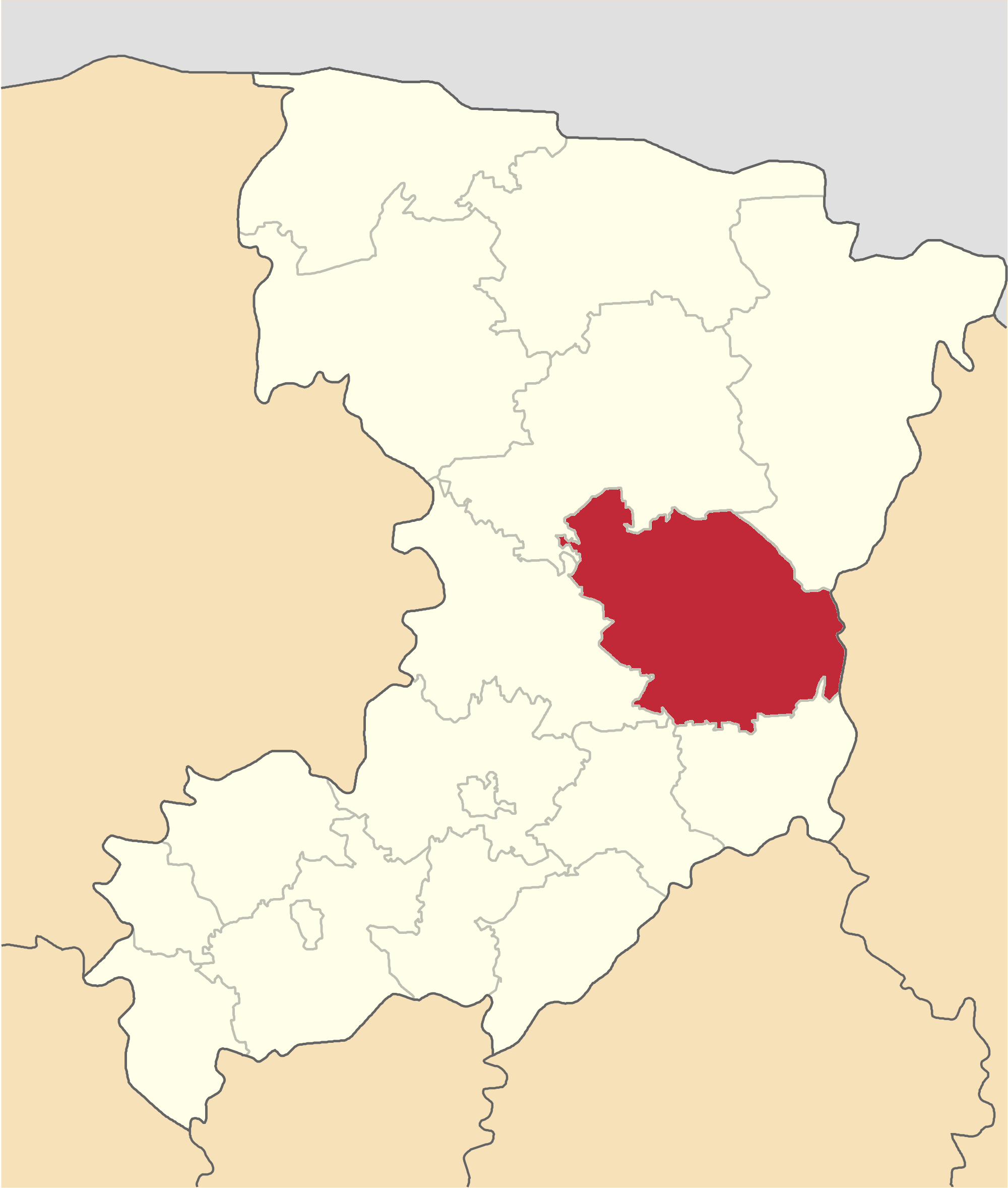
別列茲諾區在羅夫諾州的位置

別列茲諾區（烏克蘭語：Березнівський район），是位於烏克蘭西北部羅夫諾州的舊區，行政中心設於別列茲諾，並於2020年被撤銷。該區面積1,710平方公里，2015年人口64,121，人口密度每平方公里37.5人。